# Aéroport international de Mopti Ambodédjo
L'aéroport international de Mopti Ambodédjo est un aéroport situé à Sévaré à proximité de Mopti dans la région de Mopti au Mali.
Il dispose d'une piste en dur de 2 500 mètres de long sur 40 mètres de large.
Une nouvelle aérogare de 3 100 m2 est actuellement en construction.

## Situation
| \| 40 km1:9 529 000 \| Bamako Gao Kayes Kidal Mopti Sikasso Tessalit Tombouctou |
| 40 km1:9 529 000                                                                |

## Compagnie aérienne et destinations
| Compagnies | Destinations |
| ---------- | ------------ |
| Aucune     | Aucune       |

Edité le 29/08/2023